# William McKay Wright
Pour l’article homonyme, voir Wright.
William McKay Wright, né le 12 novembre 1840 à Wright's Town et mort le 17 décembre 1882 à New Edinburgh, est un avocat et homme politique canadien.

## Biographie
Né à Wright's Town, future ville de Hull, dans la région des Outaouais, il étudie à l'Université McGill. Nommé au Barreau du Bas-Canada en 1863, il devient également membre du Barreau de l'Ontario en 1868. Il est aussi lieutenant d'une milice locale lors des raids féniens. Avocat, il pratique à Aylmer, Hull et Ottawa. 
Élu député du Parti libéral-conservateur dans la circonscription fédérale de Pontiac en 1872, il est réélu en 1874. Il ne se représenta pas en 1878.
Il meurt à New Edinburgh en banlieue d'Ottawa à l'âge de 42 ans.